# Grčak
Grčak (en serbio cirílico : Грчак) es un pueblo de Serbia, situado en el municipio de Aleksandrovac, en el distrito de Rasina. En el censo de 2011 contaba con 121 habitantes.

## Demografía
| 1948 | 1953 | 1961 | 1971 | 1981 | 1991 | 2002 | 2011 |
| ---- | ---- | ---- | ---- | ---- | ---- | ---- | ---- |
| 316  | 350  | 340  | 269  | 229  | 182  | 145  | 121  |